# David Lindsay, 3. Earl of Crawford
David Lindsay, 3. Earl of Crawford (* vor 1404; † 17. Januar 1446 auf Finavon Castle, Angus) war ein schottischer Adliger.

## Leben
Er gehörte zum Clan Lindsay aus den schottischen Lowlands. Er war der Sohn von Alexander Lindsay, 2. Earl of Crawford, und dessen Ehefrau Marjorie. Spätestens 1425 wurde er zum Knight Bachelor geschlagen und war offenbar volljährig. Beim Tod seines Vaters beerbte er diesen 1438 als Earl of Crawford. Er war auch erblicher Sheriff von Aberdeenshire.
Während der Minderjährigkeit König Jakobs II. stand er politisch dem Clan Douglas nahe und beteiligte sich im Januar 1445 an einem Überfall auf Ländereien des Bischofs von St. Andrews, James Kennedy, der ihn deshalb exkommunizierte.
Er starb am 17. Januar 1446 auf Finavon Castle, nachdem er vier Tage zuvor tödlich verwundet worden war, als er versuchte, eine Schlacht in Arbroath zwischen seinem Clan Lindsay und dem Clan Ogilvy, zu dem seine Frau Marjory gehörte, zu verhindern. Es war zu Reibereien zwischen den beiden Familien gekommen, nachdem der Sohn des Earls, Sir Alexander Lindsay, infolge der Exkommunikation seines Vaters als Justiciar der Arbroath Abbey durch Alexander Ogilvy, Gutsherr von Inverquharity, ersetzt worden war. Laut der Auchinleck Chronik wurde Alexander Ogilvy wurde in Schlacht bei Arbroath verwundet gefangen genommen, nach Finavon Castle gebracht und dort schließlich am 23. Februar 1446 von Lindsays Witwe aus Rache erstickt. Da der Earl exkommuniziert gestorben war, wurde er erst begraben, als sein einstiger Feind, der Bischof von St. Andrew, sein Urteil gegen ihn aufhob.

## Ehe und Nachkommen
Crawford war seit März 1423 mit Marjory Ogilvie († nach 1476), Tochter des Alexander Ogilvie, Gutsherr von Auchterhouse, verheiratet. Ihre Kinder waren:
- Alexander Lindsay, 4. Earl of Crawford († 1453), ⚭ Elizabeth Dunbar;
- Walter Lindsay († 1476), Gutsherr von the Aird und Beaufort in Inverness-shire sowie Edzell und Kynblethmont in Angus, ⚭ Sophia Livingston;
- William Lindsay († 1468/69), Gutsherr von Lekoquhy;
- Sir John Lindsay († 1452 in der Schlacht von Brechin), Gutsherr von Brechin und Pitcairlie;
- James Lindsay, begleitete 1449 Prinzessin Eleonore von Schottland nach Tirol, erwarb durch Heirat Ländereien bei Augsburg;
- Johanna Lindsay
- Janet Lindsay, ⚭ (1) William Douglas, 6. Earl of Douglas († 1440), ⚭ (2) Sir Alexander Seton, Gutsherr von Tullibody;
- Elizabeth Lindsay († vor 1489), ⚭ Sir Thomas Maule, Gutsherr von Panmure († nach 16. Januar 1498; Le Riche (Familie)).